# Siobhan Cattigan
 (août 2022).
Le texte peut changer fréquemment, n’est peut-être pas à jour et peut manquer de recul. 
Le titre et la description de l'acte concerné reposent sur la qualification juridique retenue lors de la rédaction de l'article et peuvent évoluer en même temps que celle-ci.
Pas d'image ? Cliquez ici

a Compétitions nationales et continentales officielles uniquement.

b Matchs officiels uniquement.
Dernière mise à jour le 1 décembre 2021.
Siobhan Cattigan, née le 11 avril 1995 à Stirling (Écosse) et morte le 26 novembre 2021, est une joueuse internationale écossaise de rugby à XV évoluant aux postes de troisième ligne aile ou de troisième ligne centre.
Elle représente l'Écosse au niveau international de 2018 jusqu'à sa mort en 2021.

## Carrière en club
Siobhan Cattigan joue pour les Stirling County Ladies. Elle commence à jouer pour l'équipe en 2014, jouant aussi en parallèle pour l'équipe de l'université de Stirling . Elle est capitaine de l'équipe qui remporte la BUCS League lors de la saison 2016-2017.
Cattigan joue au poste de centre pour son université et son club, avant de passer en troisième ligne, généralement en position 6 ou 8, que ce soit en club ou en sélection.

## Carrière internationale
Cattigan est invitée à rejoindre l'équipe de développement de l'Écosse en 2017 et est incluse dans l'équipe qui a battu l'Espagne lors d'un match non officiel en novembre 2017.
Elle fait ses débuts internationaux avec l'Écosse au Tournoi des Six Nations 2018 lors d'un match contre le pays de Galles, entrant en jeu au poste de troisième ligne aile. L'équipe s'incline sur le score de 18 à 17, après avoir été menée 13-0 à la pause. Elle fait partie de l'équipe s'imposant à l'extérieur contre l'Irlande lors du Tournoi des Six Nations 2018, une première victoire à l'extérieur pour les Écossaises en douze ans. Elle participe à la tournée de l'équipe écossaise en Afrique du Sud en 2019, gagnant contre l'équipe sud-africaine au Cap.
Cattigan fait partie de l'équipe écossaise sélectionnée pour le Tournoi des Six Nations 2021 et débute lors du premier match contre l'Angleterre en position de n°8, avec Rachel Malcolm et Rachel McLachlan à ses côtés. Elle prend la place de l'habituelle titulaire Jade Konkel. Le sélectionneur Bryan Easson explique sa décision : « Elle [Cattigan] a joué au poste de 8 contre l'Espagne il y a quelques années et a extrêmement bien joué. Siobhan a toujours poussé très fort derrière Jade pour un statut de titulaire de toute façon, elle apporte quelque chose de différent. ».
Au total, Cattigan fait 19 apparitions pour l'Écosse,. Sa dernière apparition a lieu lors d'un match de qualification pour la Coupe du monde 2021 contre l'Espagne en septembre 2021. Elle n'a pas joué lors du match de l'Écosse en novembre 2021 contre le Japon.

## Vie privée
Cattigan joue pour la première fois au rugby à l'âge de cinq ans pour les McLaren Minis dans sa ville natale de Callander. L'entraîneur de l'équipe est son père, qui était joueur au club. Elle pratique ce sport de cinq ans jusqu'à douze ans, et son entrée en école secondaire. Elle a ensuite joué une saison pour l'équipe féminine des moins de 15 ans Monklands, basée à Coatbridge, avant d'arrêter pendant ses études en lycée, reprenant à l'âge de dix-neuf ans à l'université de Stirling.
Elle reçoit le War Memorial Prize de la part de son école secondaire en reconnaissance de son travail caritatif pour la Yorkhill Children's Foundation. Elle étudie la criminologie et la sociologie à l'université de Stirling, suivant en parallèle avec une maîtrise en psychologie du sport.
Siobhan Cattigan meurt le 26 novembre 2021 à l'âge de vingt-six ans ; aucune information sur les causes de son décès n'est communiquée,,. En juillet 2022, sa famille, soutenue par plusieurs de ses coéquipières, invoque de supposés manquements aux mesures de prévention de la santé des joueurs (Siobhan Cattigan aurait été victime de commotions cérébrales à répétition lors de matchs entre février 2020 et avril 2021, sans que les mesures appropriées de mise à l'écart aient été prises. Elle aurait notamment été invitée à retourner sur le terrain après un choc violent lors de la rencontre l'opposant à l'équipe du pays de Galles lors du Tournoi des Six Nations 2021). La famille intente une action en justice contre la fédération écossaise et contre World Rugby. Les dirigeants écossais ne reconnaissent pas ces faits allégués.